# فرنسيس بي فاركوهار
فرنسيس بي فاركوهار (بالإنجليزية: Francis P. Farquhar)‏ هو متسلق جبال وكاتب أمريكي، ولد في 31 ديسمبر 1887 في نيوتن في الولايات المتحدة، وتوفي في 21 نوفمبر 1974 في بيركيلي في الولايات المتحدة.